# Adrienne Lecouvreur (film, 1938)
Pour les articles homonymes, voir Adrienne Lecouvreur (homonymie).
Pour plus de détails, voir Fiche technique et Distribution.
Adrienne Lecouvreur est un film franco-allemand réalisé par Marcel L'Herbier, sorti en 1938.

## Synopsis
L'histoire des amours tragiques d'Adrienne Lecouvreur, célèbre comédienne du XVIIIe siècle, et du maréchal Maurice de Saxe, qui délaisse pour elle la duchesse de Bouillon.

## Fiche technique
- Titre : Adrienne Lecouvreur
- Réalisation : Marcel L'Herbier
- Scénario : Jean George Auriol
- Adaptation : Marcel L'Herbier, d'après la pièce d'Eugène Scribe et Ernest Legouvé
- Dialogues : François Porché
- Musique : Maurice Thiriet
- Photographie : Fritz Arno Wagner
- Montage : Victor de Fast
- Décors : Ernst H. Albrecht et Anton Weber (de)
- Costumes : Jacques Manuel
- Directeurs de production : Bruno Duday et Georges Lampin
- Sociétés de production : Alliance cinématographique européenne (ACE), Universum Film AG (UFA, Berlin)
- Tournage : Studios UFA, Berlin
- Pays de production : France / Allemagne
- Format : Noir et blanc - 1,37:1 - Mono - 35 mm
- Genre : Film dramatique, Film biographique, Film historique
- Durée : 106 minutes
- Date de sortie :
  - France : 28 septembre 1938

## Distribution
- Yvonne Printemps :  Adrienne Lecouvreur
- Pierre Fresnay :  Maurice de Saxe
- Junie Astor :  la duchesse de Bouillon
- André Lefaur :  le duc de Bouillon
- Jaque Catelain :  d'Argental
- Madeleine Sologne :  Flora
- Pierre Larquey :  Pitou
- Thomy Bourdelle :  Pauly
- Jacqueline Pacaud :  Fanchon
- Gabrielle Robinne :  la Duclos
- Edmond Castel :  Folard
- Jean Joffre :  le curé
- Philippe Richard :  le médecin
- Pierre Juvenet :  le gouverneur
- Albert Gercourt :  l'usurier
- Geno Ferny :  Jasmin
- Roger Blin :  l'alchimiste
- Fernand Bercher :  Voltaire
- Marcel André :  le Régent
- Jean Worms :  le duc de Chaumont
- Hugues Wanner :  Préville
- Michel Vitold :  le tueur
- Lucien Walter :  l'huissier
- Michèle Alfa :  Amour
- Véra Pharès :  la petite Adrienne
- Andrée Berty :  une dame
- Michel Salina :  Carvoy
- Mme Sabatini :  une dame

## Commentaire
« ...Chaque scène se situe dans un écrin fastueux. Pierre Fresnay, mal à l'aise en Maurice de Saxe, dont il n'a ni le physique ni le comportement, pense à autre chose avec politesse et laisse le bénéfice du film à Yvonne Printemps qui chante peu et trouve des accents convaincants en amoureuse éperdue. »

— Olivier Barrot et Raymond Chirat, Noir et Blanc, 250 acteurs du cinéma français 1930/1960, Flammarion, 2000